# Універсальний періодичний огляд
Універсальний періодичний огляд (УПО) (англ. — The Universal Periodic Review (UPR) — це найбільший світовий моніторинговий механізм за дотриманням прав людини, у рамках якого кожна країна-член Організації Об'єднаних Націй мусить звітувати, як вона дотримується прав і свобод людини — і отримувати критичну оцінку свого звіту.
Це нова система моніторингу прав людини Ради ООН з прав людини. Вона спрямована на покращення ситуації з правами людини в кожній зі 193 країн, що входять до ООН. У рамках цієї ініціативи держави-члени ООН безпосередньо перевіряють одна одну на предмет дотримання прав людини.
Цей механізм створений відповідно до Резолюції Генеральної асамблеї ООН 60/251[недоступне посилання з липня 2019] від 15 березня 2006 року, якою також було засновано Раду з прав людини. У Резолюції йдеться, що «огляд повинен бути механізмом співробітництва, заснованим на інтерактивному діалозі з повною участю зацікавленої держави, такий механізм повинен доповнювати, а не дублювати роботу договірних органів».
У межах УПО Рада ООН з прав людини розглядає кожну з 193 країн-членів ООН раз на чотири роки. Щорічно відбувається три сесії УПО, на яких розглядаються по 48 країн. Разом із тим, УПО — це безперервний процес; країни повинні здійснювати моніторинг того, як у них дотримуються права людини протягом усіх чотирьох років.
УПО є важливим політичним процесом для країн, оскільки вони розглядаються такими ж країнами. Тому УПО може використовуватися як платформа для сприяння підвищенню поінформованості громадськості в питаннях прав людини.
Резолюцією 5/1 передбачено участь усіх релевантних та зацікавлених сторін у процесі УПО. Відповідно вона регламентує на певних епапах участь регіональних міжурядових організацій, національних інститутів прав людини, а також представників громадянського суспільства, включаючи НУО, правозахисників, академічні заклади та дослідницькі інститути.
Сесії засідань робочих груп транслюються в режимі реального часу через вебресурс Управління Верховного комісара ООН з прав людини.

## Основні етапи УПО
УПО складається з трьох основних етапів:
- Огляд ситуації з щодо прав людини в країні;
- Виконання прийнятих рекомендацій і зобов'язань, взятих на себе країною в ході огляду;
- Звітність про прогрес, досягнутий з часу попереднього огляду.

## Питання прав людини, які розглядаються в рамках УПО
В рамках УПО здійснюється ревізія дотримання країнами взятих на себе зобов'язань та ухвалених договорів в межах міжнародного права.
Зокрема, відбувається огляд зобов'язань країн щодо таких міжнародних договорів з прав людини:
- Статут Організації Об'єднаних Націй;
- Загальна декларація прав людини;
- Договори ООН з прав людини, ратифіковані країною, яка перебуває на розгляді УПО;
- Добровільні зобов'язання, взяті на себе країною;
- Міжнародне гуманітарне право.